# Обертауфкірхен
Обертауфкірхен (нім. Obertaufkirchen) — громада в Німеччині, розташована в землі Баварія. Підпорядковується адміністративному округу Верхня Баварія. Входить до складу району Мюльдорф.
Площа — 31,64 км2. Населення становить 2608 ос. (станом на 31 грудня 2020).